# Gunther Nogge
Gunther Nogge (* 10. Januar 1942 in Köln) ist ein deutscher Zoologe. Von 1981 bis 2007 war er Direktor des Kölner Zoos.

## Leben
Nach dem Biologiestudium an der Rheinischen Friedrich-Wilhelms-Universität Bonn zog es Nogge nach Afghanistan. Dort arbeitete er von 1969 bis 1973 als Dozent an der Universität Kabul und als wissenschaftlicher Leiter im Kabuler Zoo. Nach einer wissenschaftlichen Tätigkeit im Bereich der Parasitologie von 1973 bis 1981 an der Universität Bonn und seiner Habilitation im Jahre 1978 übernahm er 1981 von Ernst Josef Kullmann den Direktorenposten im Kölner Zoo. 1982 gründete er zusammen mit dem Aufsichtsratsvorsitzenden Heinz Lüttgen den Förderverein Freunde des Kölner Zoos e. V.
Unter Nogges Leitung erlebte der Zoo eine Reihe gravierender Veränderungen. 1985 wurde das erste von inzwischen 150 Europäischen Erhaltungszuchtprogrammen ins Leben gerufen. 2002 leitete er den Bau der größten Elefantenanlage nördlich der Alpen ein.
Am 10. Oktober 1985 hätte Nogge ein Zwischenfall im Kölner Zoo fast das Leben gekostet. Die Schimpansen Petermann und Susi entkamen aus ihren Gehegen und verletzten Nogge schwer.
Mitte 2006 wurde Nogge von ärztlicher Seite für dienstunfähig erklärt. Grund für seine Erkrankung sei, so Nogge, ein Streit mit dem Aufsichtsrat des Zoos um die Höhe seiner Altersbezüge. Im November 2006 entschied ein Gericht, dass Nogge Ansprüche in der Höhe der von ihm geforderten Ruhebezüge habe. Im Zuge dieser Auseinandersetzungen kam es zu großer Unruhe unter der Belegschaft des Kölner Zoos.
Im Mai 2006 wurde der stellvertretende Chef des Duisburger Zoos, Achim Winkler, zum Nachfolger von Gunther Nogge gewählt. Winkler entschied, stattdessen den Posten des leitenden Zoodirektors in Duisburg anzutreten. Zum 1. Februar 2007 trat Theo Pagel, der damalige Vogelkurator des Kölner Zoos, die Nachfolge von Gunther Nogge an.
Nogges Buch Afghanistan zoologisch betrachtet wurde wichtig für Norbert Scheuers Roman Die Sprache der Vögel (2015).

## Ehrungen
Nogge erhielt am 26. März 2007 für seine Verdienste insbesondere bei den Arterhaltungsprogrammen den Heini Hediger-Preis der World Association of Zoos and Aquariums. Dieser Preis wurde seit 1996 bis dahin erst sechs Mal verliehen.

## Publikationen
- 1969: Wirt-Parasit-Beziehungen zwischen Rind und Dassellarve Hypodermatovis (De Geer), Diptera Hypodermatidae, Dissertation Universität Bonn
- 1978: Untersuchungen zur Bedeutung der Endosymbiose bei Tsetsefliegen (Glossina spp., Diptera Glossinidae), Habilitationsschrift Universität Bonn
- 1985: Der Kölner Zoo (gemeinsam mit Johann Jakob Hässlin), Greven Verlag Köln ISBN 3-7743-0215-4
- 2006: Zoo de Cologne : von Dickhäutern und anderen Exoten Betrachtungen von Gunther Nogge, J.P. Bachem Verlag Köln ISBN 978-3-7616-2026-7
- 2010: Meine Zoogeschichte(n) : von der Menagerie zum Naturschutzzentrum, Lingen-Verlag Köln ISBN 978-3-938323-13-7
- 2012: Afghanistan zoologisch betrachtet (mit Ehsan Arghandewal), Scientia Bonnensis Bonn ISBN 978-3-940766-56-4